# Sturla Þórðarson
No confundir con su abuelo Sturla Þórðarson, patriarca de los Sturlung del mismo nombre.
Sturla Þórðarson (1214 – 1284) fue un caudillo medieval, escaldo, lagman de Islandia y goði del clan Sturlungar, que jugó un papel principal en el periodo de la guerra civil de la Mancomunidad Islandesa conocido como Sturlungaöld. Sturla era hijo de Þórður Sturluson y su esposa Þóra. Era sobrino y pupilo del escaldo Snorri Sturluson y luchó al lado de Þórður kakali Sighvatsson durante la guerra. Era hermano del escaldo Óláfr Þórðarson.
Sturla es autor de la saga Íslendinga, la más amplia junto a la saga Sturlunga y Hákonar saga Hákonarsonar, la historia de Haakon IV de Noruega. También escribió la historia del hijo de Haakon IV y heredero Magnus VI de Noruega, Magnúss saga lagabœtis, pero solo han sobrevivido algunos fragmentos. Algunos investigadores le implican como autor de la saga de Kristni, Ágrip af sögu Danakonunga y Sturlubók, una transcripción del Landnámabók. También aparece en Skáldatal como poeta en la corte de Birger Jarl.
Sturla fue elegido lögsögumaður de toda Islandia por un breve periodo de tiempo, y escribió el libro de leyes Járnsíða.